# St. Charles, Minnesota
St. Charles là một thành phố thuộc quận Winona, tiểu bang Minnesota, Hoa Kỳ. Năm 2010, dân số của thành phố này là 3735 người.

## Dân số
- Dân số năm 2000: 3295 người.
- Dân số năm 2010: 3735 người.